# پولائو تیکوس
پولائو تیکوس (به لاتین: Pulau Tikus) یک منطقهٔ مسکونی در حومهٔ شمال غربی شهر جرج تاون ایالت پنانگ، مالزی است. این منطقه که بین مرکز شهر و تانجونگ توکونگ واقع شده‌است، حومهٔ شهری طبقهٔ مرفه جامعه است که نام آن را، به واسطهٔ صخره ای در نزدیکی ساحل جزیره پنانگ، انتخاب کرده بودند. این منطقه، محل زندگی اقلیت‌های کوچک اوراسیایی، تایلندی و برمه ای است.